# 잿빛둥근잎박쥐
잿빛둥근잎박쥐(Hipposideros cineraceus)는 잎코박쥐과에 속하는 박쥐의 일종이다. 인도와 인도네시아, 라오스, 말레이시아, 미얀마, 파키스탄, 태국, 베트남에서 발견된다.